# Vox Lux
Vox Lux es una película de drama estadounidense de 2018 escrita y dirigida por Brady Corbet a partir de una historia del mismo Corbet y Mona Fastvold. Está protagonizada por Natalie Portman, Jude Law, Raffey Cassidy, Stacy Martin y Jennifer Ehle.
La película tuvo su estreno mundial en el 75° Festival Internacional de Cine de Venecia el 4 de septiembre de 2018.

## Trama
ACTO 1: Génesis
En enero de 2000, un niño llamado Cullen Active entra a su escuela en el vecindario de Staten Island en New Brighton, va a un salón de clases y dispara al maestro. Una estudiante, Celeste Montgomery, de 13 años, habla con calma y compasión con Cullen y se ofrece a orar con él. Sin embargo, el chico le dispara en el cuello y luego dispara a otros estudiantes.
Mientras se recupera lentamente de su lesión, Celeste y su hermana mayor, Ellie, escriben música juntas. Poco después, en un evento celebrado en memoria de las víctimas del tiroteo, Celeste canta una canción que ella y Ellie escribieron llamada "Wrapped Up". La canción se convierte en un éxito instantáneo y Celeste pronto es contactada por un mánager.
Durante los próximos dos años, Celeste maneja y navega por las crecientes presiones de su nueva fama a pesar del pasado y su lesión. Ella y Ellie se entregan a episodios de fiesta que pronto se interponen en el camino del trabajo de Celeste, como Celeste teniendo una aventura de una noche con un músico mayor y Ellie teniendo sexo con el mánager la noche anterior a los ataques del 11 de septiembre. Sin embargo, vemos que Celeste continúa ascendiendo con éxito en la industria de la música, con sus canciones siendo tocadas por la radio y acelerando la demanda de su primer video musical, "Hologram (Smoke and Mirrors)".
ACTO 2: Regénesis
Ya en 2017, se rumorea que un tiroteo terrorista en una playa en Croacia está relacionado con la música de Celeste debido a las máscaras que se pusieron los criminales, que son similares a las máscaras del video "Hologram" de Celeste.
Celeste tiene ahora 31 años y se prepara para la primera noche de una gira de conciertos para su sexto álbum, Vox Lux. Su mánager le informa sobre el tiroteo terrorista y luego le dice que se prepare para los siguientes encuentros de prensa. Antes de su entrevista, Celeste lleva a su hija adolescente, Albertine a almorzar. Una vez allí, Celeste revela su comportamiento errático y destructivo, ayudada por el alcohol, lo que hace que Celeste y Albertine sean expulsadas del restaurante. Aquí se revela que 6 años antes, Celeste se cegó a sí misma de su ojo izquierdo debido a consumir cantidades excesivas de alcohol mientras tomaba en exceso productos de limpieza domésticos. Luego, Celeste condujo bajo los efectos del alcohol, hiriendo a un hombre provocando una demanda pública.
Después del almuerzo, Celeste tiene una discusión acalorada con Ellie después de descubrir que Albertine recientemente perdió su virginidad; Ellie ha sido la que ha criado a Albertine desde su nacimiento. Las entrevistas de prensa comienzan poco después, con Celeste cada vez más desquiciada después de que un entrevistador menciona el incidente de conducción antes mencionado. Su publicista decide cancelar el resto de entrevistas programadas para ese día y le pide a Celeste que descanse antes del concierto. Sin embargo, Celeste y su mánager se drogan y tienen relaciones sexuales. Esa noche, Celeste se dirige a la sala de conciertos con su séquito a cuestas. Luego experimenta un colapso mental, aunque Ellie la consuela con éxito.
FINAL
Celeste está lista para el concierto. Interpreta varias canciones con elaborados números de baile. Se revela que después de recibir el disparo, Celeste le dijo a Ellie que había hecho un trato con el diablo por su vida. La película termina con su mánager, Albertine y Ellie mirando pensativamente a Celeste actuando.

## Reparto
- Natalie Portman es Celeste Montgomery
- Raffey Cassidy es Celeste Montgomery joven / Albertine
- Jude Law es El Mánager
- Stacy Martin es Eleanor "Ellie" Montgomery
- Jennifer Ehle es Josie, la publicista
- Willem Dafoe es El narrador[2]
- Maria Dizzia es Stephanie Dwyer
- Christopher Abbott es El periodista
- Meg Gibson es Mrs. Montgomery, la madre de celeste
- Daniel London es Father Cliff
- Micheal Richardson es El músico
- Matt Servitto es Mr. Montgomery, El padre de Celeste
- Leslie Silva es La estilista
- Logan Riley Bruner es Cullen Active

## Producción
En agosto de 2016, se anunció que Brady Corbet escribiría y dirigiría la película, con Christine Vachon, David Hinojosa y Brian Young. En septiembre de 2016, Rooney Mara se unió al elenco de la película, mientras que Sia fue contratada para componer canciones originales para la película. En octubre de 2016, Jude Law se unió el reparto de la película. En enero de 2017, Stacy Martin confirmó su implicación en la película. En enero de 2018, Natalie Portman se unió el reparto de la película, reemplazando a Mara. En febrero de 2018, Raffey Cassidy se unió el reparto de la película. En agosto de 2018, se anunció que Sia contribuiría con canciones originales y Scott Walker estaría componiendo la banda sonora. Hablando de su participación sorpresa en la película, Willem Dafoe, quien narra la película, afirmó que "fue una cosa de muy último minuto".
La fotografía principal comenzó el 1 de febrero de 2018. Nathalie Portman reveló que su actuación fue influenciada por lo que observó en los documentales sobre Lady Gaga y Madonna.

## Recepción
En Rotten Tomatoes, la película tiene una calificación de aprobación del 62% según 239 reseñas, con una calificación promedio de 6.5/10. El consenso crítico del sitio web dice: "Intrigante aunque defectuoso, Vox Lux investiga los encantos y trampas de las celebridades modernas con una inteligencia aguda y un estilo visual, todo unido por una actuación asegurada de Natalie Portman". En Metacritic, la película tiene un puntaje promedio ponderado de 67 sobre 100, basado en 39 críticas, lo que indica "críticas generalmente favorables".